# Frédéric Louis Désiré Bogino

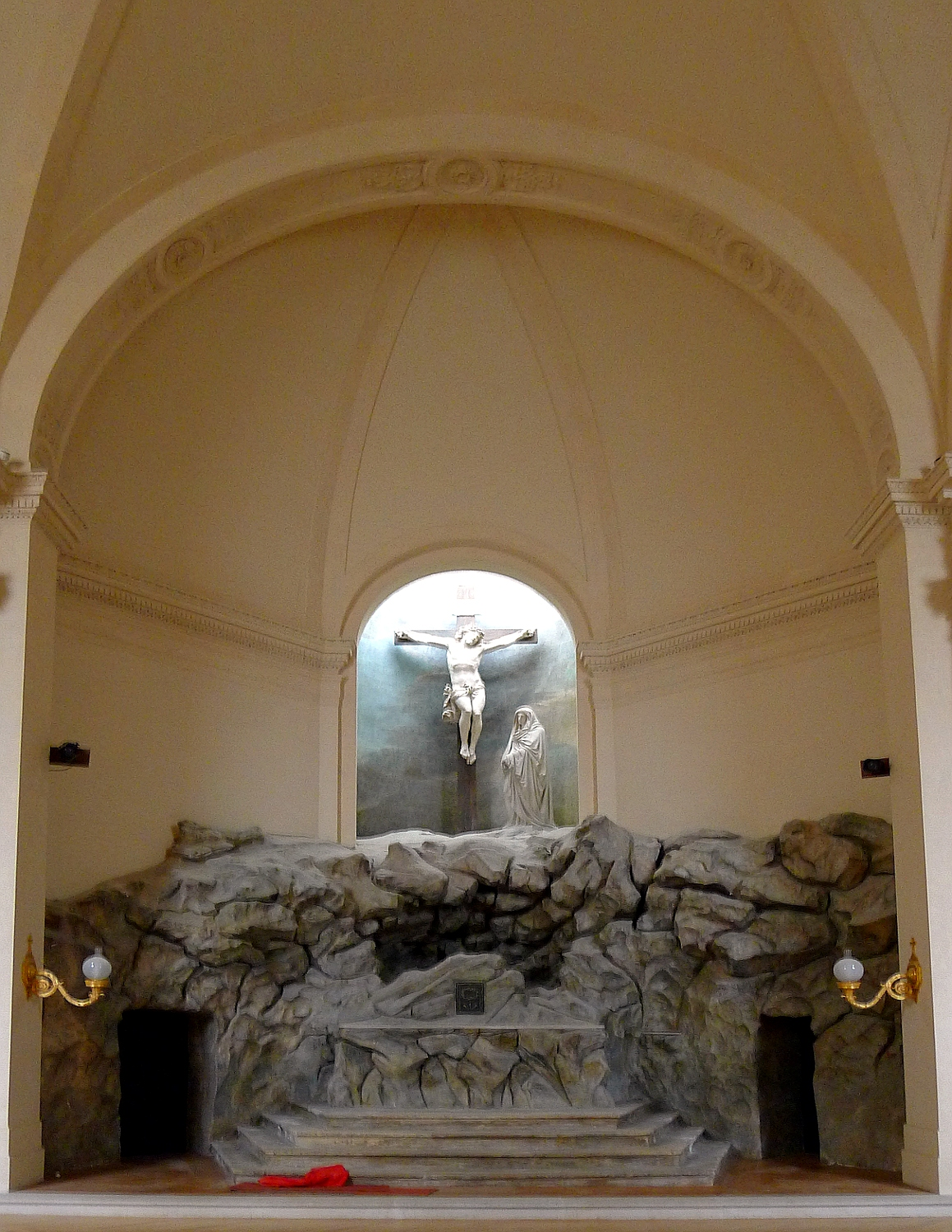
En la Iglesia de Saint Roch de París, además de La Piedad, Bogino es autor de las figuras de la Capilla del Calvario.

Frédéric-Louis-Désiré Bogino fue un escultor francés del siglo XIX, nacido el 12 de noviembre de 1831 en París y fallecido el año 1899, a los 67 años. 

## Datos biográficos
Nació en París, hijo de Simon Bogino, curtidor y de Marie Henriette Sophie Boitel, fue conocido fundamentalmente por el Monumento nacional conmemorativo de la Guerra de 1870 de Mars-la-Tour; otra obra significativa del escultor es la Piedad en yeso instalada en la Capilla de la Compasión de la Iglesia de Saint-Roch de París
Fue condecorado con la Legión de Honor el 5 de septiembre de 1877.

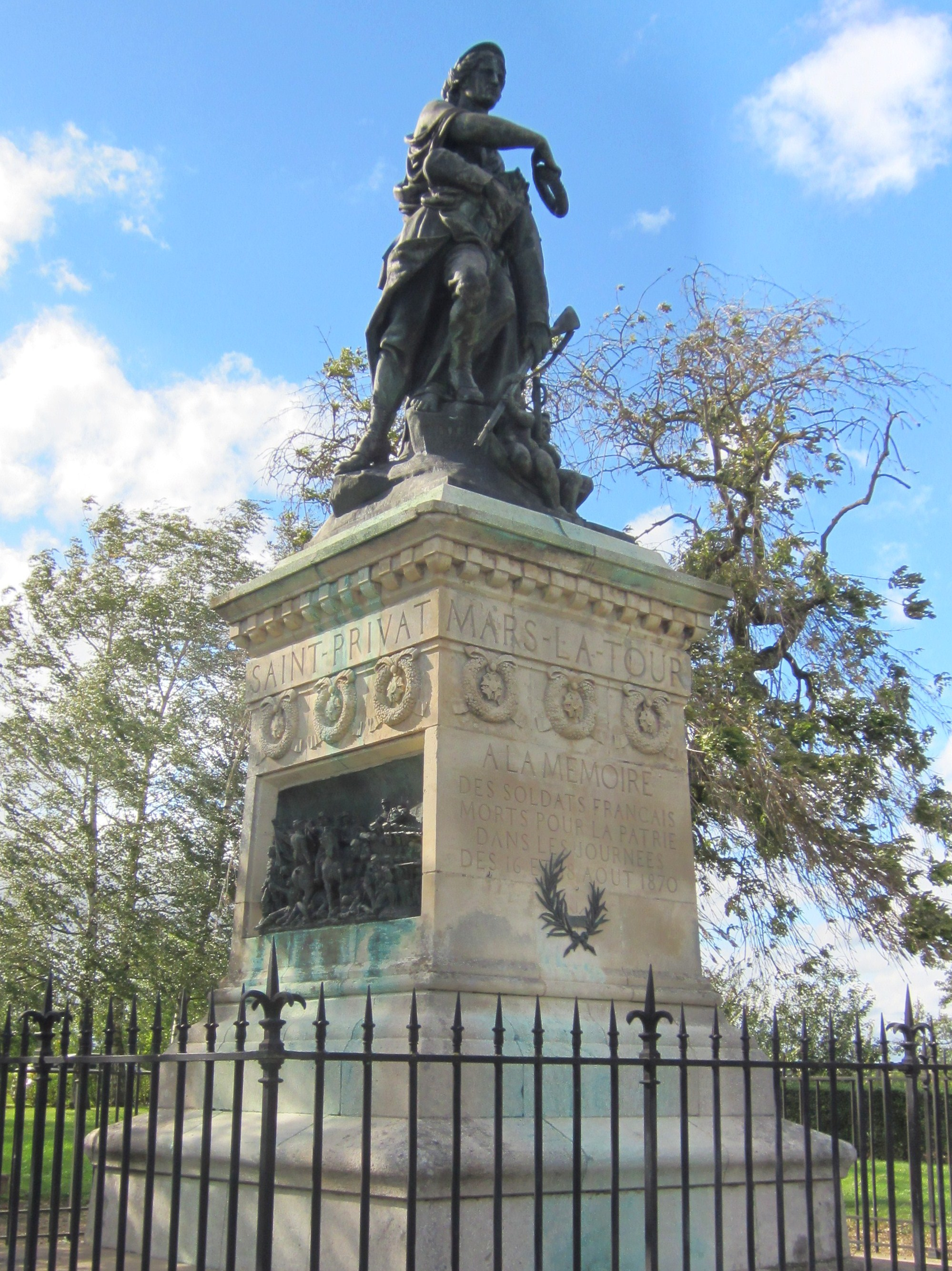
Monumento a los Muertos de 1870 en Mars-la-Tour Obra realizada en 1874, fundición en bronce de A. Charnod -1875. Los relieves del pedestal son también de Bogino del año 1877[5] 49°5′58″N 5°52′46″E / 49.09944, 5.87944

Otras obras
Al Museo de Bellas Artes de Chambéry, llegó en depósito la escultura de yeso titulada El último canto del bardo (del francés: Le dernier chant du barde) que había sido adquirida por el Estado francés el año 1870.
En el Museo de los Templarios de la localidad de Châtillon-Coligny, se conserva un busto retrato del científico Antoine César Becquerel, tallado en mármol por Bogino. La obra había sido expuesta fuera de concurso en el Salón de París del año 1881 con el número de registro 3638; fue adquirida por el Ministerio de la Instrucción pública y de las Bellas Artes.
En el Cementerio Saint-Louis de Versailles se encuentra la tumba del profesor de canto Antonin Guillot Valeton de Sainbris (1820-1887). El conjunto está adornado con un busto y un bello altorrelieve en bronce obra de Frédéric Bogino.

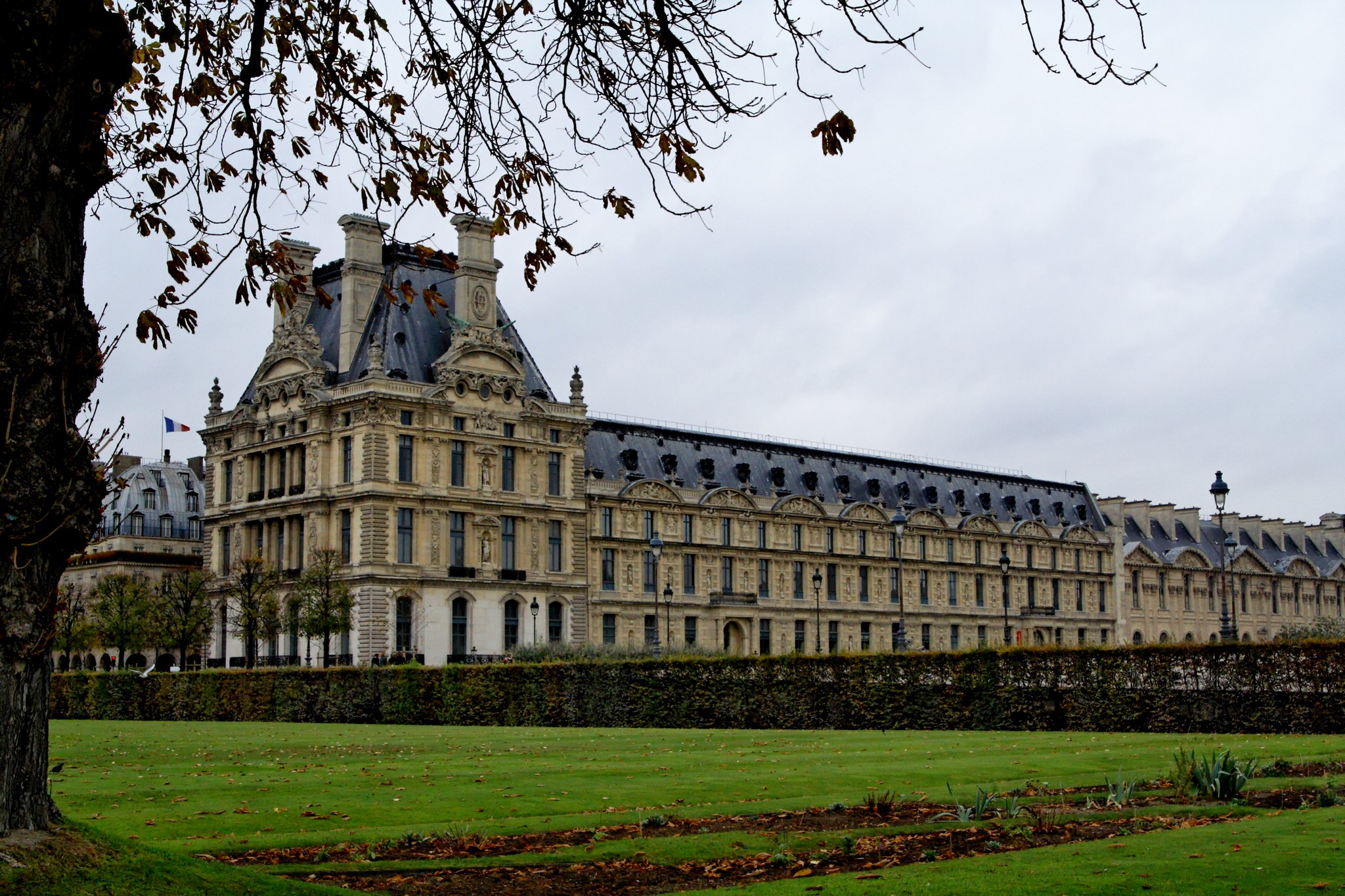
Fachada a las Tullerías del Aile Marsan.

## Obras en el Louvre
El Aile de Marsan del Louvre, que acoge el Museo de la Moda y del Textil (fr:), está decorado con extensas decoraciones escultóricas en su fachada abierta al Jardín de las Tullerías. 
En la tercera planta las ventanas alternan con 16 bajorrelieves con figuras alegóricas; dos de éstos relieves son obra de Bogino: el dedicado a La Agricultura y el de la Astronomía, instalados el año 1879.
La Fachada está coronada con una serie de ocho frontones semicirculares, uno de ellos está decorado con una figura de La Paz, obra de Bogino.